# Наградное оружие
Наградно́е оружие — персонифицированное оружие, являющееся почётной наградой (даром) для особо отличившихся военнослужащих за их воинские подвиги и заслуги.
Наградным может быть холодное или огнестрельное оружие: шпага, сабля, палаш, шашка, кортик, револьвер, пистолет, винтовка, охотничье ружьё и другое. Обычно на таком оружии, помимо соответствующей надписи об отличиях и заслугах, указываются фамилия, имя и отчество (фамилия и инициалы) награждённого, отчего наградное оружие часто также называют именным. Надпись выполняется (гравируется) на самом оружии или на металлической пластине (из золота, серебра, латуни и других металлов), прикрепляемой к оружию, ножнам или кобуре.

## Категории
По категоризации, предложенной И. Я. Абрамзоном, наградное и дарственное оружие можно разделить на пять групп, прежде всего в зависимости от причин вручения оружия:
1. Наградное оружие XVII — XVIII веков;
2. Жалованное оружие XVIII века;
3. Наградное оружие с надписью «За храбрость» XVIII — XIX веков;
4. Призовое оружие (холодное и огнестрельное) XIX века;
5. Дарственное оружие (холодное, огнестрельное и оборонительное) XVI — XIX веков.

В. А. Дуров в своей монографии делит наградное оружие на две категории:
- оружие, дававшееся за боевые заслуги офицерам и генералам русской регулярной армии и флота;
- оружие для военнослужащих иррегулярных войск[3].

## Из истории награждения оружием

### Античность
Обычай награждения оружием имеет длительную историю. Так, в Древнем Риме отличившихся легионеров награждали копьями «hasta pura» или «hasta donatica».

### Россия (XVII — начало XX века)

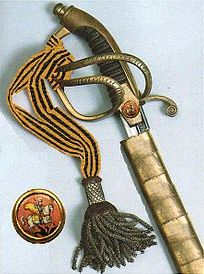
Наградное Георгиевское оружие.

В Московском царстве обычай награждения воинов оружием имел место уже в середине XVII века. Самое раннее из известных награждений относится к 1642 году, когда царь Михаил Фёдорович пожаловал одному из приближённых наградную саблю с надписью: «Государь, Царь и Великий Князь Михаил Фёдорович всея Руси пожаловал сею саблей стольника Богдана Матвеева Хитрово». Наградное оружие, являвшееся государственной наградой, вручалось за особые военные или — в некоторых случаях — гражданские заслуги. В основном награждение производилось холодным оружием, но в некоторых случаях — огнестрельным. Первое упоминание о награждении огнестрельным оружием относится к 1667 году, когда атаман Ф. Минаев получил из Оружейной палаты пищаль с яблоневой ложей, украшенной костью и перламутром.
Отправной точкой в создании законодательства для наградного оружия следует считать создание регулярной армии и флота при Петре I.
В 1797 году Павел I ввёл в систему наград Аннинское оружие.
При Александре I статус наградного оружия в системе наград Российской империи был закреплён законодательно: согласно указу от 28 сентября 1807 года, наградное оружие было приравнено к орденам и разделено на четыре степени:
- золотое оружие без надписи;
- золотое оружие с надписью «За храбрость»;
- золотое оружие с алмазами;
- клинки, украшенные алмазами и лаврами.

Начало войн против Наполеона (в которых участвовала Российская империя) потребовало увеличить выпуск оружия для армии, и в 1808 году по распоряжению военного министра Тульский оружейный завод на некоторое время прекратил выпуск наградного и подарочного оружия.
В целом, до Отечественной войны 1812 года, случаи награждения именным оружием были единичными и производились царями лично. В Отечественную войну 1812 года награждение оружием становится массовым (кроме того, уже после завершения боевых действий 1813-1814 гг. и подписания в мае 1814 года мирного договора французскими властями был награждён назначенный временным губернатором Парижа Ф. В. Остен-Сакен - в июне 1814 года получивший комплект подарочного оружия). В последующие годы награждения продолжались — в войнах с Турцией и Персией (1826—1829 годы) золотое оружие получили 349 человек, в польскую кампанию 1831 года — 341, за венгерский поход 1849 года — 121. В Крымской войне 1853—1856 года золотое оружие получили 456 офицеров, аннинское — 1551 офицер.
В апреле 1860 года император Александр II утвердил правила проведения соревнований по фехтованию для офицеров Отдельного гвардейского корпуса (в соответствии с которыми победитель ежегодно проводимых среди офицеров гвардии соревнований по фехтованию награждался "призовым оружием" - палашом, саблей или рапирой с надписью на клинке, которое становилось личной собственностью награждённого офицера, сохранялось после выхода в отставку и могло быть передано по наследству). В дальнейшем эта традиция, несколько видоизменяясь, сохранялась до февральской революции 1917 года и после неё.
В дореволюционной России оружием награждали не только российских подданных. Например, по рекомендации адмирала Ф. Ф. Ушакова, турецкому капитану Зеллеру была пожалована сабля, украшенная бриллиантами, стоимостью в 1803 рубля. Статистика подобных награждений не ведётся, как и довольно многочисленных пожалований русских подданных золотым холодным оружием от имени иностранных государей.
В 1913 году, когда появился новый статут ордена св. Георгия, причисленное к этому ордену золотое оружие получило новое официальное название — Георгиевское оружие и Георгиевское оружие, украшенное бриллиантами. На всех видах этого оружия стал помещаться маленький эмалевый крестик ордена св. Георгия; на генеральском оружии надпись «За храбрость» заменялась указанием на подвиг, за который пожалована награда. С этого же времени эфес у Георгиевского оружия официально не золотой, а лишь позолоченный. В ходе первой мировой войны Георгиевское оружие стало массовым видом наград. Всего в 1914—1917 годах им были награждены 5700 человек (только с января по декабрь 1916 года Георгиевским оружием были отмечены 2005 человек, из них трое — оружием, украшенным бриллиантами).

### СССР

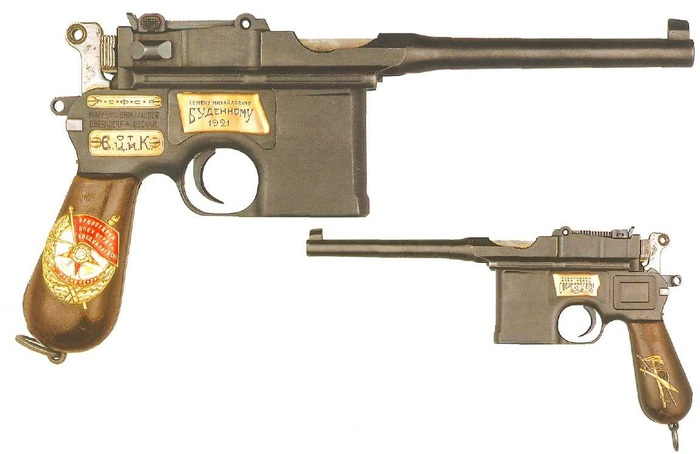
Наградной маузер С. М. Будённого.

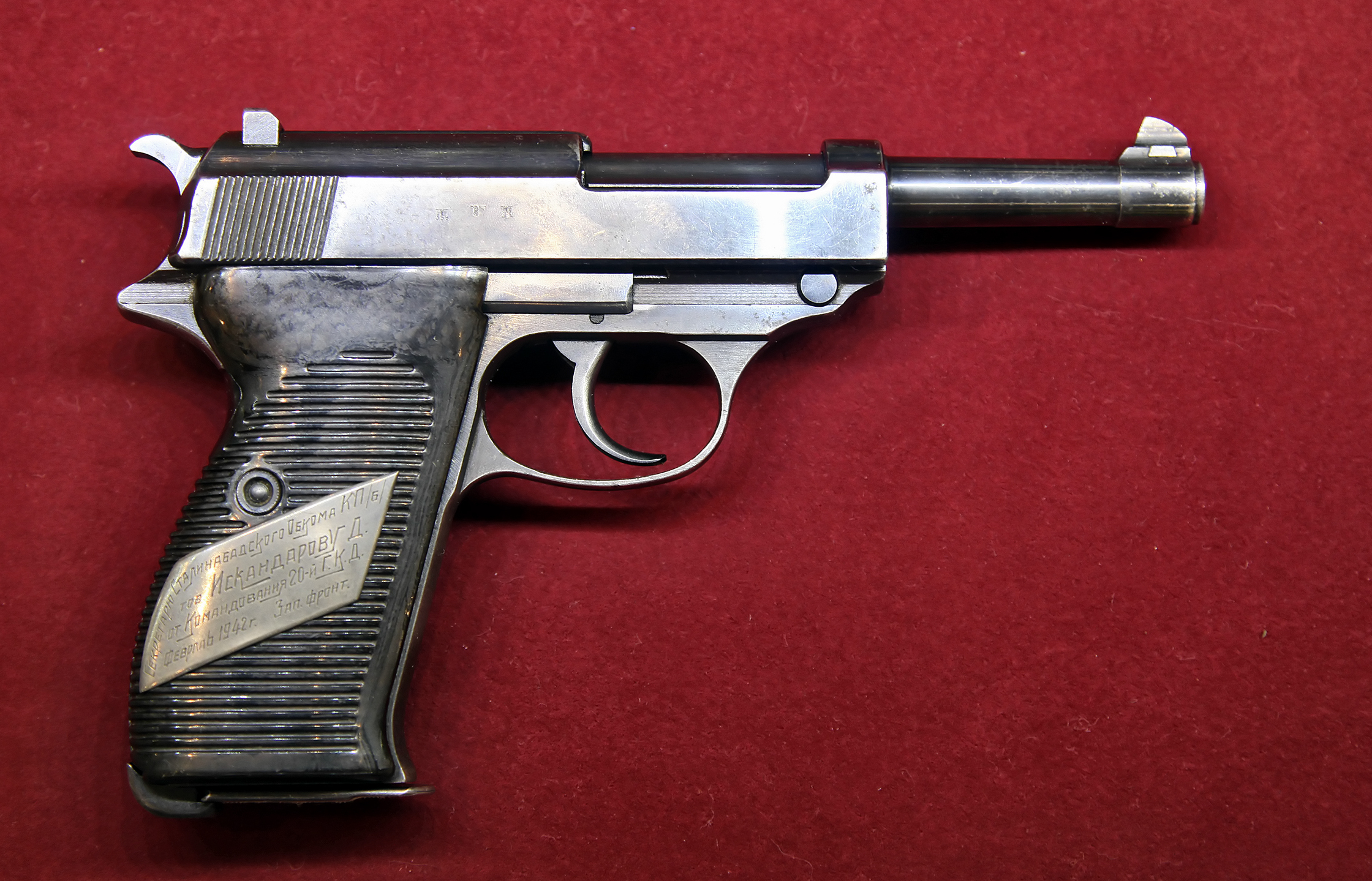
Наградной Walther P38 Д. Искандарова в Тульском музее оружия.

Практика награждения холодным и огнестрельным оружием складывается уже в период гражданской войны. В дальнейшем, в 1919—1930 годы производилось награждение Почётным революционным оружием. В общей сложности, с 1919 до начала 1930 года им были награждены 21 человек (из них двое — дважды). Кроме того,
- в 1927 году за боевые успехи в разгроме вооружённых бандформирований, действовавших в горно-лесных районах Северного Кавказа, именным пистолетом «браунинг» был награждён командир батальона Владикавказской пехотной школы Г. С. Родин[14]
- в 1928 году за спасение рыбаков в Азовском море именным оружием и Почётной грамотой ВЦИК был награждён пилот-итальянец Примо Джибелли[15].
- в ноябре 1928 года за инициативу и смелость в боевых операциях именным пистолетом «маузер» был награждён командир эскадрона 87-го Забайкальского полка 9-й отдельной Дальневосточной кавалерийской бригады РККА К. Р. Синилов[16]

В 1930 году оружием были награждены 11 командиров РККА, отличившихся в ходе боевых действий на Китайско-Восточной железной дороге: комбриг С. С. Вострецов был награждён Почётным революционным оружием, командир артиллерийской батареи Приморской группы войск М. А. Таубе и девять командиров 105-го стрелкового полка 35-й стрелковой дивизии РККА были награждены именным оружием. Также в 1930 году именными пистолетами «маузер» были награждены три оперативных сотрудника Московского уголовного розыска (Н. И. Живалов, А. Кочкин и П. Кузин). 20 декабря 1930 пистолетом ТК был награждён комендант 17-го Тимковичского погранотряда И. И. Апанасевич (разработавший операцию, в результате которой был задержан агент польской разведки).
В конце 1931 года именным оружием был награждён командир взвода сводного отряда курсантов Объединённой Среднеазиатской школы им. В. И. Ленина Н. Г. Лященко (за умелое командование подразделением и личную отвагу в боях с басмачами во время 1200-км похода отряда через пустыню Кара-Кум в сентябре 1931 года).
В мае 1932 года именным пистолетом ТК был награждён выпускник Военно-морской академии Н. Г. Кузнецов.
За боевые отличия в борьбе с басмачеством Постановлением ЦИК СССР от 27 октября 1932 года именным оружием награждён командир авиационного звена 95-го транспортного авиационного отряда ВВС Среднеазиатского военного округа П. В. Недосекин. 5 июня 1934 года именными пистолетами «маузер» были награждены участники операции по поиску и спасению экипажа ледокола «Челюскин», лётчики пограничных войск В. А. Шурыгин и А. А. Шестов.
Среди участников боевых действий у озера Хасан летом 1938 года награждённых оружием не имелось. Среди участников боёв у реки Халхин-Гол в 1939 году один был награждён оружием по решению правительства иностранного государства: 14 сентября 1940 года по решению Совета Министров МНР дивизионный комиссар 17-й армии М. С. Никишев за боевые заслуги в боях на Халхин-Голе был награждён именным оружием — охотничьим ружьём Sauer.

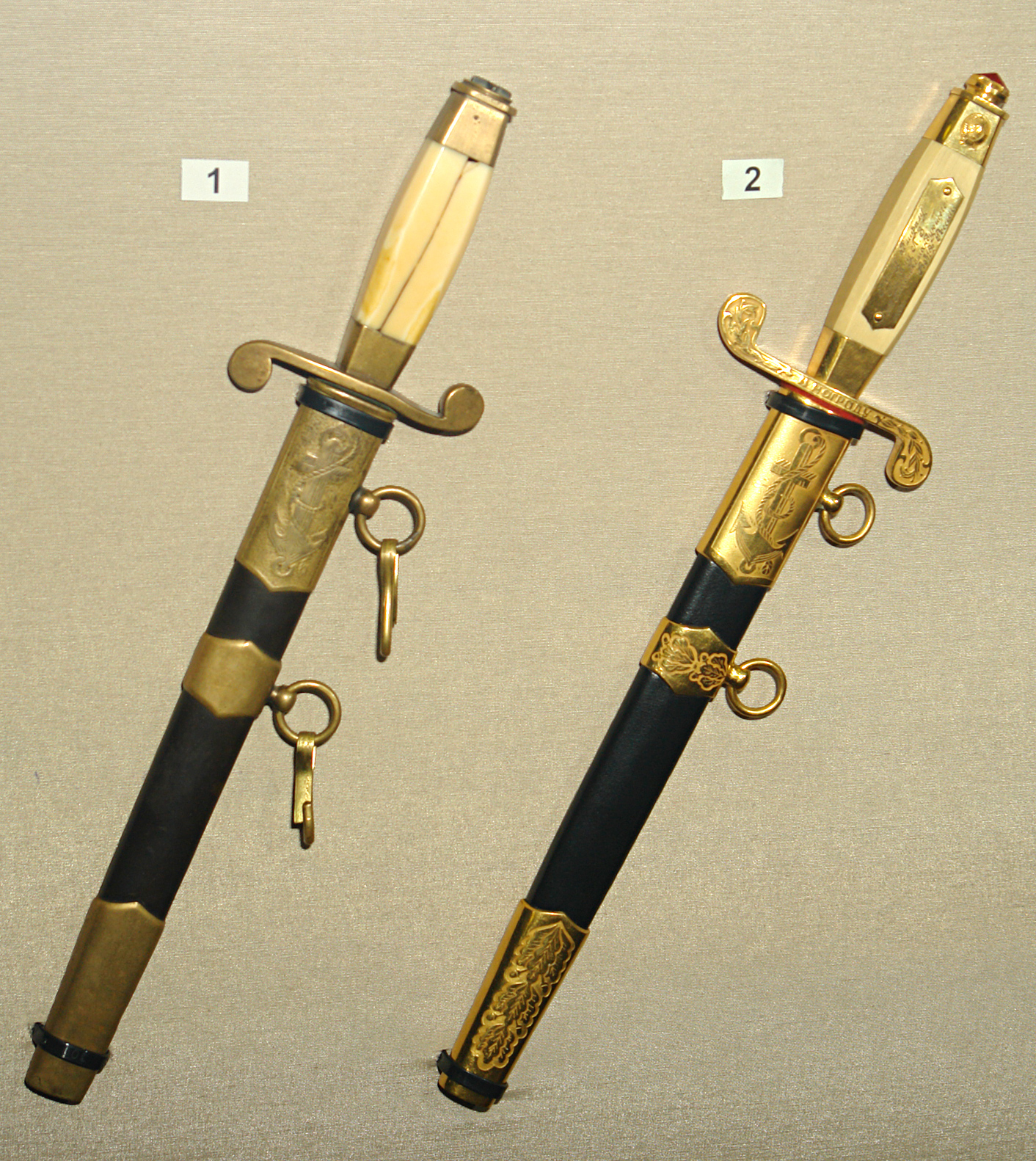
Морские офицерские кортики. Слева — обычный (образца 1940 года), справа — наградной (образца 1945 года).

Основная часть награждённых именным оружием в СССР приходится на годы Великой Отечественной войны (при этом были случаи награждения отличившихся снайперов именными снайперскими винтовками, лучших бойцов-автоматчиков - пистолетами-пулемётами ППШ, а 1 мая 1944 года имел место случай награждения пулемётчика именным пулемётом). Известны случаи награждения трофейным оружием. Имели место случаи вручения именного холодного оружия как коллективной награды.
В это же время имело место неоднократное награждение оружием (награждённый снайперской винтовкой снайпер В. М. Комарицкий после уничтожения 170 солдат и офицеров противника был награждён именным пистолетом).
Известны также случаи вручения наградного оружия гражданам СССР от военного командования стран-союзников по Антигитлеровской коалиции:
- советник Народно-освободительной армии Югославии полковник П. Г. Рак в конце войны был награждён командованием 2-го корпуса НОАЮ итальянским 9-мм пистолетом "Beretta M1934" (после его смерти этот пистолет стал экспонатом Центрального музея вооружённых сил СССР)
- 2 мая 1945 года во время встречи советских и американских войск на реке Эльба командир 84-й пехотной дивизии США генерал-майор Александр Боллинг подарил командиру советского 117-го стрелкового полка Ф. И. Винокурову пистолет "кольт" обр. 1911 года (после смерти Ф. И. Винокурова в 1980 году этот пистолет стал экспонатом Центрального музея вооружённых сил СССР).

В послевоенное время основания и порядок вручения этой награды был жёстко регламентирован дисциплинарным уставом Вооружённых сил СССР. Однако и в этот период были по меньшей мере отдельные случаи получения советскими военными наградного, именного и подарочного оружия от иностранных государств.
- так, в 1958 году маршал Г. К. Жуков получил в подарок от личного состава 58-го гуркхского полка вооружённых сил Индии нож "кукри" (после его смерти в 1974 году этот нож стал экспонатом Центрального музея вооружённых сил СССР).
- 5 февраля 1983 года начальник генерального штаба СССР маршал Н. В. Огарков получил в подарок от министерства обороны Сирии 9-мм револьвер "FN Barracuda" бельгийского производства (после его смерти в 1994 году револьвер стал экспонатом Центрального музея вооружённых сил)

В 1968 году Президиумом Верховного Совета СССР была учреждена новая категория наградного оружия для высшего офицерского состава — Почётное оружие с золотым изображением Государственного герба СССР (в общей сложности этим оружием было награждено 26 лиц высшего офицерского состава).
В июле 1969 года во время официального визита правительственной делегации ГДР в СССР после завершения переговоров, посещения Кронштадтского военно-морского музея и экскурсии по Кронштадту немецкая делегация вручила Кронштадту почётное знамя ГДР в знак признания военной, революционной и трудовой истории города и в качестве символа дружбы между народами СССР и ГДР. После этого, во время посещения крейсера "Киров" делегации был передан офицерский кортик ВМФ СССР (в качестве подарка для председателя Государственного совета ГДР Вальтера Ульбрихта).
В 1975 году появились две новые категории — призовое оружие для военнослужащих-спортсменов (за победу в соревнованиях по военно-прикладным видам спорта, таким как стрельба или фехтование) и подарочное — охотничьи ружья и карабины, которым командование воинских частей могло награждать гражданских лиц. Для награждения лучших военнослужащих пограничных войск была изготовлена небольшая партия автоматов АКМ и АК-74 индивидуального исполнения (с прикладом, цевьем, ствольной накладкой, пистолетной рукоятью и магазином из пластмассы зелёного цвета) (первые наградные автоматы АКМ были вручены 24 января 1973 года, в дальнейшем награждение производилось автоматами АК-74).
В основном, в наградные фонды поступали охотничьи ружья и штуцера производства ЦКИБ СОО, которые выпускались небольшими партиями, ими награждали государственных и политических деятелей. Известны случаи награждения спортивными винтовками и ружьями стрелков-спортсменов (в том числе, полученными от иностранных государств — так, в 1966 году занявший первое место на соревнованиях в Чехословакии спортсмен П. В. Сеничев был награждён двуствольным ружьём ZH-101, а позднее занявший призовое место на соревнованиях в Финляндии стрелок-спортсмен Т. Имнаишвили был награждён карабином производства ФРГ).
Киноактёр В. С. Лановой за роль в фильме "Офицеры" получил кавалерийскую шашку с дарственной надписью на ножнах - в качестве подарочного оружия от Алма-Атинского высшего общевойскового командного училища им. И. С. Конева (после его смерти, в январе 2023 года это оружие стало экспонатом Музея Победы в Москве).

### Аргентина
Офицеры вооружённых сил Аргентины могут быть награждены холодным оружием (саблей или шпагой).

### Армения
Правоотношения, возникающие при обороте наградного оружия, на территории Армении с 1998 года регулируются законом «Об оружии».
С июня 2009 года правом вручать наградное оружие наделены президент, премьер-министр, министр обороны, начальник полиции и директор Службы национальной безопасности. По состоянию на конец июня 2011 года, в Армении было вручено 2103 единицы наградного оружия.

### Белоруссия
Правоотношения, возникающие при обороте наградного оружия, на территории Белоруссии с ноября 2001 года регулируются законом «Об оружии».

### Болгария
Известны случаи вручения наградного оружия (после завершения участия Болгарии в военной миссии Евросоюза в Мали в январе 2023 года один из участвовавших в операции болгарских военнослужащих был награждён холодным оружием).

### ГДР

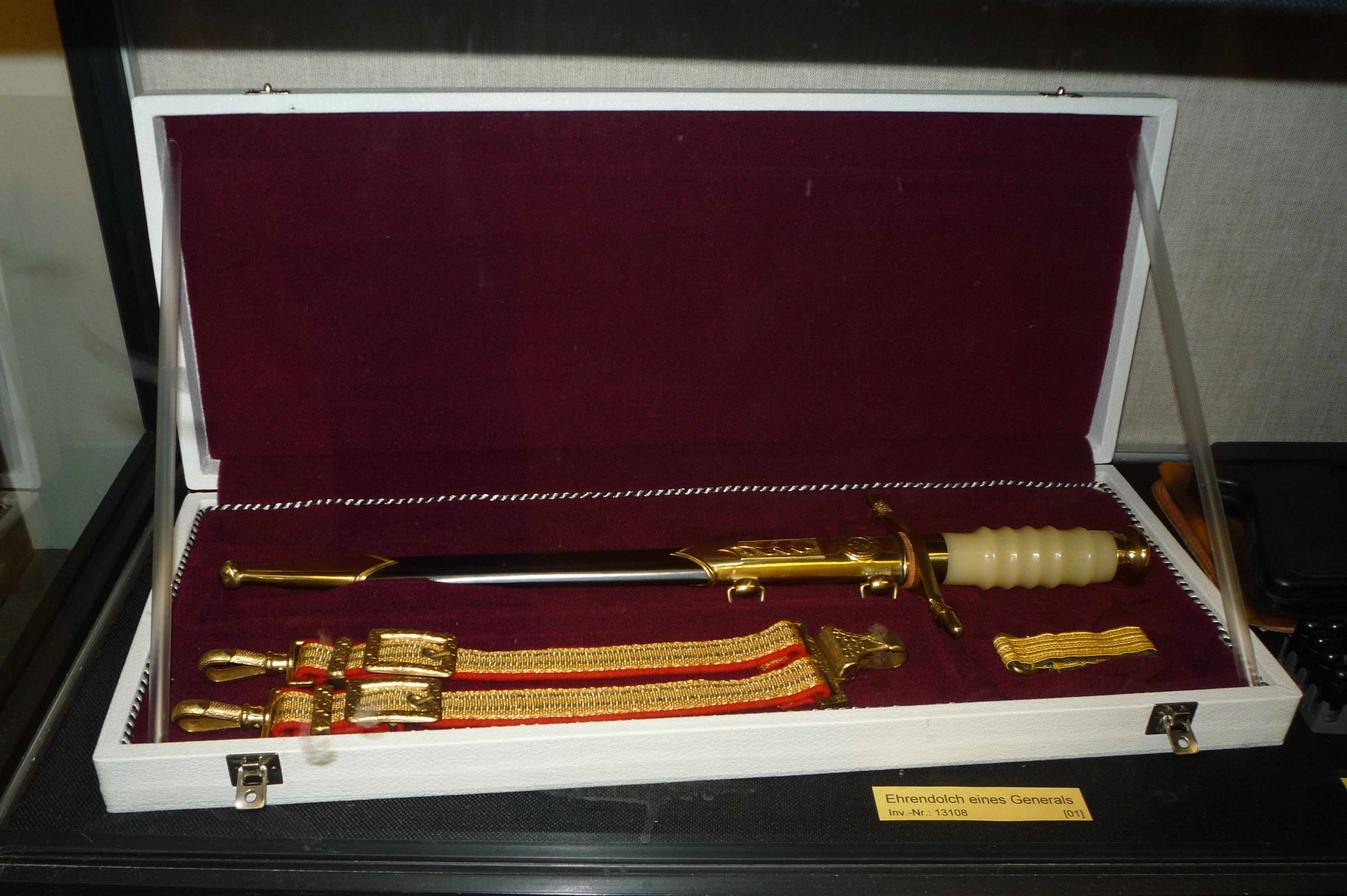
Наградной кортик генерала ННА ГДР с позолоченным эфесом

Наградное холодное оружие (офицерский кортик установленного образца) с 2 октября 1960 года могло быть вручено офицерам, генералам и адмиралам вооружённых сил ГДР.

### Грузия
В соответствии с законодательством, с мая 2003 года наградным оружием является оружие, в установленном законодательством Грузии порядке передаваемое уполномоченным должностным лицом физическому лицу в форме поощрения за особые заслуги перед государством, а также служебные или боевые заслуги либо спортивные достижения.

### Испания
Известны случаи вручения наградного и подарочного оружия. Так, испанский король Альфонсо XIII вручил президенту Эквадора Хуану Хосе Мария Веласко Ибарра изготовленный по специальному заказу пистолет Astra Pistola de 9m/m Modelo 1921 (серийный номер 0401) с золотой гравировкой. В 1956 году ещё один пистолет "Astra Cub" с золотой гравировкой был сделан в качестве подарка от правительства Испании для президента США Д. Эйзенхауэра.

### Казахстан
Награждение оружием предусмотрено законодательством.

### Кыргызстан
В соответствии с законодательством Киргизии, к наградному оружию относится кортик, шашка, пистолет или охотничье огнестрельное оружие. Наградное оружие может быть вручено только один раз.
По данным отчёта Государственного комитета национальной безопасности Киргизии, в период с 1991 года по апрель 2010 года ГКНБ было выдано 80 единиц наградного оружия, упразднённой Службой государственной охраны — 48 единиц, пограничной службой — ещё 48 единиц. В 2010—2011 годы было выдано 16 единиц оружия. В январе 2016 года в стране было зарегистрировано 1313 шт. наградного огнестрельного оружия.
Наградное оружие могут получить как граждане страны, так и иностранцы. Только в период с 2005 по 2010 год наградным оружием от МВД Киргизии были награждены более 350 граждан России.

### КНДР
Известны случаи вручения наградного оружия (так, 27 июля 2017 года группа офицеров КНА была награждена 9-мм пистолетами "Пэктусан") и подарочного оружия (25 апреля 2019 года традиционный корейский меч был вручён В. В. Путину).

### Ливия
Известно о вручении именного и подарочного оружия (в августе 2004 года М. Каддафи подарил премьер-министру Италии С. Берлускони итальянскую магазинную винтовку "Каркано" времён первой мировой войны).

### Монголия
Известно о вручении именного оружия (ветеран трёх войн - участник боевых действий против белогвардейцев в 1921 году, сражений на реке Халхин-Гол в 1939 году и войны против японских войск в 1945 году подполковник МНРА Тумэнгийн Дамбадорж был награждён именным пистолетом "маузер" обр.1896 года).

### Российская Федерация
Правовые отношения, возникающие при обороте наградного оружия, на территории Российской Федерации с 1993 года регулируются Федеральным законом РФ «Об оружии», согласно которому наградное оружие — это гражданское, боевое короткоствольное ручное стрелковое и холодное оружие, полученное гражданами Российской Федерации в качестве награды на основании указа Президента Российской Федерации, постановления Правительства Российской Федерации, наградных документов глав иностранных государств и глав правительств иностранных государств, а также на основании приказов руководителей государственных военизированных организаций. Виды, типы, модели боевого короткоствольного ручного стрелкового и холодного оружия, которым могут награждаться граждане России, а также порядок награждения указанным оружием устанавливает Правительство Российской Федерации. Продажа, дарение и наследование боевого короткоствольного ручного стрелкового наградного оружия не допускаются.
Согласно Правилам награждения граждан Российской Федерации оружием, в состав наградных фондов включаются:
- гражданское оружие, имеющее сертификаты соответствия;
- боевое и холодное оружие, включённое в утверждаемый Правительством Российской Федерации перечень видов, типов, моделей боевого короткоствольного ручного стрелкового и холодного оружия, которым могут награждаться граждане Российской Федерации;
- патроны к наградному оружию, соответствующие установленным требованиям.

Правила нанесения памятных надписей на наградное оружие, его отделки и художественного оформления устанавливаются в положениях о наградных фондах государственных военизированных организаций.
До декабря 2003 года перечня типов и моделей наградного огнестрельного оружия установлено не было, имелась возможность награждения пистолетом или револьвером иностранного производства, в том числе — оснащённым глушителем.
В 2005 году наградным оружием Российской Федерации была впервые награждена женщина (Т. Н. Москалькова, награждённая пистолетом Макарова).
5 декабря 2005 года был утверждён перечень моделей наградных пистолетов и револьверов:
- револьверы Наган, РСА «Кобальт», Р-92 и ОЦ-11 «Никель»;
- пистолеты ТТ, ПМ, ПСМ, ПММ, П-96М, ГШ-18, ПЯ, ОЦ-21 «Малыш», ОЦ-26 «Малыш», ОЦ-27 «Бердыш».

10 ноября 2007 года указом Президента РФ № 1495 была введена новая редакция Дисциплинарного устава вооружённых сил России. С этого времени наградным оружием могут быть награждены только офицеры.
В августе 2011 года в перечень наградного оружия были внесены пистолеты Glock 17, Parabellum P-08, Beretta-92 FS и CZ-75 BD.
В мае 2012 года приказом МВД России был утверждён Административный регламент, который устанавливает порядок регистрации наградного оружия и основания для его изъятия.
В 2012 году приказом директора ФССП России был введён экзамен на зелёный берет ФССП РФ (отличительный знак для наиболее профессионально подготовленных сотрудников службы судебных приставов), прошедшим экзамен победителям вручают наградное холодное оружие — боевой нож «Комбат».
Среди первых наградное оружие от министра обороны П. С. Грачёва получили участники расстрела Белого дома в октябре 1993 года, в период с 11 января 1995 г. по 11 июня 1996 г. он вручил ещё 640 именных пистолетов. Дальнейшие события дают основание говорить об изменении статуса награды — уже к середине 1990-х годов из знака отличия за воинские качества именное оружие во всё большей степени превращается в эксклюзивный подарок для чиновников и бизнес-элиты.
Известны также случаи награждения оружием победителей спортивных соревнований.
- в Забайкальском крае проводится всероссийский турнир по вольной борьбе в память о Герое Советского Союза Б. Р. Ринчино (в котором победитель получает охотничий нож)[75]
- победители проводимого с 2013 года танкового биатлона в качестве награды получают армейский нож образца 1940 года с рукоятью и ножнами чёрного цвета (точную копию ножей производства Златоустовского инструментального комбината, которыми в 1943 году были вооружены танкисты Уральского добровольческого танкового корпуса РККА)[76]

Общее количество владельцев именного и наградного оружия в постсоветской России имеет тенденцию к увеличению: если в 1999 году в России было 3 142 владельца наградного оружия, то в 2000-м — 4 409, в 2005-м — 9 788, в начале 2009 года — 11 401, а к началу октября 2012 года — 12 тысяч. Приведённые цифры не полностью отражают динамику роста количества владельцев наградного оружия в России, поскольку в период до 2013 года, по неполным данным, владельцами наградного оружия были потеряны и утрачены по меньшей мере 101 пистолет, ещё 12 пистолетов изъяли в связи с самоубийством и 9 — в связи с арестом владельцев.
По состоянию на начало 2013 года, по данным МВД РФ, в России было 12 527 владельцев наградного оружия, у которых имелось 12 778 шт. наградного оружия
В августе 2013 года на рассмотрение был внесён законопроект, который предусматривает расширить перечень наградного холодного оружия за счёт включения в перечень казачьих шашек и кинжалов.
20 января 2015 года в перечень наградного оружия были включены пистолеты Glock 26 и Steyr M-A1.
В это же время стали известны случаи вручения наградного и подарочного оружия гражданам иностранных государств (в феврале 2015 года президент РФ В. В. Путин подарил автомат АКМ президенту Египта Абдель Фаттаху ас-Сиси; в августе 2017 года наградную саблю от министерства обороны РФ получил бригадный генерал сирийской армии Хасан Сухел).
В январе 2018 года наградное оружие (именной кортик) от МВД РФ получил губернатор Хабаровского края В. И. Шпорт. 7 февраля 2018 года наградной кортик от МЧС РФ получил губернатор Рязанской области Н. В. Любимов.
К началу 2019 года в России насчитывалось свыше 19,5 тыс. единиц наградного оружия (16,7 тыс. шт. наградного огнестрельного нарезного оружия, 342 шт. наградного огнестрельного гладкоствольного оружия и 2,5 тыс. шт. наградного холодного клинкового оружия).
5 августа 2023 года министр обороны С. К. Шойгу вручил шесть наградных пистолетов Ярыгина офицерам группировки войск «Центр». 24 августа 2023 года наградным пистолетом Ярыгина был награждён оператор-наводчик танка "Алёша" ефрейтор А. М. Неустроев.
18 октября 2023 года именной пистолет от МВД РФ получил губернатор Курской области Р. В. Старовойт.
25 октября 2023 года двумя пистолетами Лебедева были награждены командир 155-й отдельной гвардейской бригады морской пехоты полковник М. Е. Гудков и командир 810-й отдельной гвардейской бригады морской пехоты полковник О. А. Власов (это первый известный случай награждения этим оружием). 28 марта 2024 генерал-полковник А. Н. Мордвичев был награждён генеральской шашкой, 1 апреля 2024 года были вручены ещё две единицы наградного оружия (майор И. В. Юргин был награждён пистолетом Ярыгина, подполковник Л. В. Пашкевич - офицерской шашкой).
С 24 июля 2024 года получение наградного оружия от иностранных государств запрещено.

### США
Известны случаи вручения наградного, подарочного и именного оружия.
Так, в 1969-1972 гг. хромированные наградные пистолеты "Browning HP" от командования 5-й группы специальных операций США в Сайгоне получили отличившиеся в ходе войны во Вьетнаме "зелёные береты".

### Узбекистан
18 мая 2019 года нижней палатой парламента страны был принят новый закон об оружии, после одобрения верхней палатой и подписания президентом вступивший в законную силу в декабре 2019 года. Наградным является оружие, полученное военнослужащими и сотрудниками специальных органов и воинских формирований на основании приказов их руководителей, а также оружие, полученное гражданами Узбекистана на основании решений президента Республики Узбекистан и Кабинета министров Республики Узбекистан, наградных документов глав иностранных государств и глав правительств иностранных государств. Наградным не может быть автоматическое оружие (способное вести огонь очередями), а также иное оружие, запрещённое к обороту на территории страны. 31 мая 2022 года в текст закона внесли дополнения - ранее полученное автоматическое или иное запрещённое к обороту наградное оружие должно быть сдано владельцем в органы внутренних дел.

### Украина
В апреле 1995 года указом президента Украины была утверждена государственная награда «Именное огнестрельное оружие», которой являлся пистолет «Форт-12» в наградном исполнении (изготовленный из легированной стали, украшенный гравировкой и серебрением, с накладками на рукоять из ценных пород дерева). В дальнейшем были приняты нормативно-правовые документы, предоставляющие возможность награждения огнестрельным оружием иных систем:
- так, в сентябре 1999 года было принято положение о ведомственном знаке отличия Министерства обороны Украины, которым может являться «пистолет (за исключением пистолетов моделей „Форт-12“ и „Форт-14“), револьвер, охотничье огнестрельное оружие, сабля, палаш или кортик»[102]. 15 января 2018 года было установлено, что награждёнными могут быть только военнослужащие вооружённых сил и иных государственных силовых структур Украины, награждение производится один раз и повторно награда не выдаётся[103]
- После оранжевой революции, с 2 февраля 2005 года до 14 октября 2006 года министр внутренних дел Украины Ю. В. Луценко наградил 157 человек боевыми пистолетами «Форт» с надписью «Герою Помаранчевої революції»[104]; кроме того, по инициативе губернатора Винницкой области А. Г. Домбровского НПО «Форт» изготовило партию из 1000 позолоченных подарочных травматических пистолетов[105] на базе конструкции «Форт-17Р» с надписями «Так!» и «Вірю! Знаю! Можемо!» в качестве сувениров для идейных вдохновителей и героев революции на Майдане. Пистолеты собирались вручную лучшими специалистами[106], это обусловило четырёх-пятикратное увеличение стоимости в сравнении со стандартными серийными образцами[107].
- в январе 2008 года было утверждено положение о ведомственном знаке отличия Службы безопасности Украины, которым может являться «пистолет, сабля установленного образца и кортик установленного образца»[108]
- в марте 2008 года в Министерстве внутренних дел Украины был введён ведомственный знак отличия — кортик «Казацкая слава» (тогда же были проведены первые награждения)[109]; в мае 2010 года была утверждена новая редакция положения о ведомственном знаке отличия МВД Украины, которая предусматривает возможность награждения «холодным оружием и огнестрельным оружием»[110]
- летом 2009 года было утверждено положение о ведомственном знаке отличия Государственной службы связи и защиты информации Украины, которым может являться «револьвер „Наган“, пистолеты ТТ, ПМ, „Форт-12“, „Форт-14“, „Форт-17“, пистолет Марголина, сабля установленного образца и кортик установленного образца»[111]
- в октябре 2012 года было принято новое положение о ведомственном знаке отличия Министерства обороны Украины, которым может являться «пистолет, револьвер, охотничье огнестрельное оружие, сабля, палаш или кортик»[112]

В августе 2010 года министр внутренних дел Украины А. В. Могилёв сообщил, что за 2009 год именным оружием были награждены 226 человек, а в первом полугодии 2010 года — ещё 33 человека. По состоянию на начало 2013 года, по официальным данным МВД Украины, на Украине насчитывалось 3310 именных пистолетов.
В дальнейшем награждение продолжалось. В целом, по данным Украинской ассоциации владельцев оружия, с 1992 до середины октября 2016 года гражданам Украины было вручено свыше 40 тыс. единиц наградного огнестрельного оружия.
31 декабря 2016 года президент П. А. Порошенко наградил американского сенатора Дж. Маккейна автоматом "Форт-221", в августе 2018 года - наградил советника президента США по вопросам национальной безопасности Дж. Болтона пистолетом "Форт-12".

### Франция
Награждение оружием имеет длительную историю. После морского сражения 29 июля 1694 года французов и голландцев у острова Тексел командовавший французским военным флотом адмирал Жан Бар наградил матроса, с риском для жизни во время боя захватившего кормовой флаг и адмиральский штандарт с флагманского корабля голландской эскадры «Prins Friso» 16 золотыми монетами и собственной саблей.
После Французской революции началось создание новой наградной системы, в которую в декабре 1799 года было введено наградное оружие - Armes d’honneur.

### Эфиопия
Известен по меньшей мере один случай награждения оружием. Во время итальянского вторжения в Абиссинию 1935-1936 гг. итальянская армия имела заметное техническое превосходство над войсками Абиссинии, в результате случаи уничтожения авиатехники ВВС Италии рассматривались как значительное достижение. В начале января 1936 года меткий стрелок, сумевший огнём из стрелкового оружия лично сбить низколетящий итальянский самолёт в районе селения Макале получил в качестве награды пулемёт, снятый с этого самолёта.

### Югославия

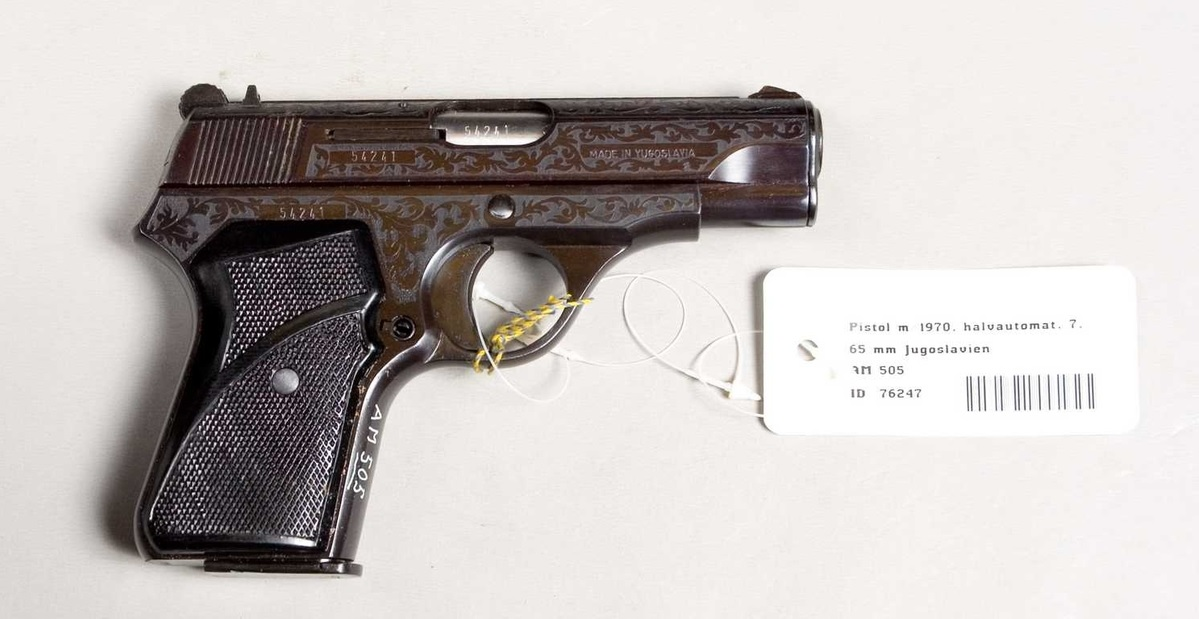
украшенный гравировкой пистолет M70, подаренный в 1975 году генерал-лейтенанту шведской армии Альмгрен, Карл Эрик начальником штаба НОАЮ (в дальнейшем ставший экспонатом военного музея в Стокгольме)

Известны случаи вручения наградного и подарочного оружия.